# Civilization V
Civilization V est un jeu vidéo de stratégie au tour par tour développé par Firaxis Games et édité par 2K Games. Il fait partie de la série Civilization. Annoncé en février 2010, il est sorti le 21 septembre 2010 en Amérique du Nord et le 24 septembre 2010 en Europe sur Windows, le 23 novembre 2010 sur Mac et le 10 juin 2014 sur Linux.

## Système de jeu
Dans Civilization V, chaque joueur représente un dirigeant d'une certaine nation ou d'un certain groupe ethnique et doit la faire évoluer au fil du temps pour la guider vers la victoire. En règle générale, la partie se déroule entre 4000 avant Jésus-Christ et, au plus tard, 2050 après Jésus-Christ.

### Intelligence artificielle
Dans Civilization V, l'intelligence artificielle (ou IA) a été conçue pour opérer sur quatre niveaux : 
- La tactique : pour contrôler individuellement des unités (équivalent d'un chef de régiment) ;
- L'opérationnel : elle contrôle l'ensemble des unités présentes sur le front (équivalent d'un général) ;
- La stratégie : elle gère l'Empire entier (équivalent du gouvernement) ;
- La stratégie globale : elle fixe des objectifs à long terme et détermine comment la civilisation dont elle a le contrôle va gagner le jeu.

Les quatre IA se complètent pour coordonner leurs efforts afin de tenir les mouvements complexes et flexibles de chaque IA.
Chaque Intelligence artificielle est déterminée par la personnalité du dirigeant illustre de la Civilisation par une combinaison de traits de caractères sur une échelle de dix points. Cependant, ces valeurs peuvent légèrement varier d'un jeu à l'autre. Il y a vingt-cinq traits, regroupés en catégories tels que la stratégie à long terme, les préférences militaires, les préférences navales, l'expansionnisme, et les préférences de développement.

### Recherche
L'échange de technologies de l'opus précédent a été abandonné au profit d'un système de projet technologique commun. Deux civilisations en paix peuvent passer un accord de recherche, leur permettant à toutes deux d'accélérer leur recherche scientifique. Cet accord nécessite un investissement immédiat de 250 unités d'or (le coût varie selon la période de l'histoire dans laquelle vous vous trouvez et selon la vitesse de jeu). Au bout d'un certain nombre de tours (30 en vitesse normale), les deux civilisations bénéficient chacune d'un bonus de points de science qui sont dépensés dans les recherches en liste d'attente ou à défaut dans les technologies les moins coûteuses encore non débloquées.

### Politique culturelle
Dans une modification du système de points culturels, le système de victoire par points de culture d'une ville a été remplacé par un système de politiques sociales. Le joueur a la possibilité de débloquer des doctrines sociales en échange de points de culture. Celles-ci servent dans le jeu de base à accomplir le projet Utopia (c'est-à-dire la complétion de cinq des dix catégories ci-dessous présentées).
Avec l'extension Brave New World, ce système est abandonné au profit de celui d'influence culturelle. Pour remporter une victoire culturelle, il faut générer plus de points de tourisme auprès de chacune des autres civilisations que celles-ci ne génèrent de culture au sein de leurs frontières. Par ailleurs avoir une influence culturelle développée sur les autres civilisations donne divers avantages, comme la possibilité de les faire changer d'idéologies ou une moindre résistance à une conquête militaire. 
| Politique sociale | Ère à partir de laquelle elle est disponible | Incompatibilité                               | Description |
| ----------------- | -------------------------------------------- | --------------------------------------------- | --- |
| Tradition         | Antiquité                                    | -                                             | Cette doctrine convient très bien aux empires qui ne souhaitent pas devenir autant impérialistes que les autres civilisations et qui consacrent principalement leur énergie au développement de leur capitale. Cette doctrine octroie des bonus de production et de nourriture à la capitale de l'Empire. |
| Liberté           | Antiquité                                    | -                                             | Cette doctrine est conçue pour bâtir un empire rapidement en permettant d’accélérer le processus de création de villes. Avec certaines mises à jour, débloquer les doctrines de cette branche offre des unités gratuites (colon, ouvrier, personnages…)                                                   |
| Honneur           | Antiquité                                    | -                                             | L'honneur permet d'octroyer des bonus au niveau de la vitesse de production et de l’expérience aux unités militaires, sans toutefois faire autant d'effets que l'autocratie. |
| Piété             | Ère classique                                | Rationalisme (disparaît avec Brave New World) | La piété fait bénéficier la civilisation de bonus culturels, ce qui peut s'avérer extrêmement payant dans les revendications territoriales avec les autres civilisations et la recherche de nouvelles doctrines.                                                                                          |
| Mécénat           | Moyen Âge                                    | -                                             | Le mécénat est une doctrine très utile si le joueur veut s'allier avec les Cités-États. Elle octroie en effet des bonus d'influence sur les cités-États, tant sur le plan financier que stratégique. |
| Commerce          | Moyen Âge                                    | -                                             | Cette doctrine est axée sur le commerce maritime et la production de richesses, elle octroie des bonus dans ces domaines. |
| Rationalisme      | Renaissance                                  | Piété (disparaît avec Brave New World)        | Cette doctrine se base sur l'amélioration de la production scientifique de la civilisation qui la choisit. |
| Égalité           | Révolution industrielle                      | Autocratie, Ordre                             | Cette doctrine permet d'augmenter l'efficacité des villes et de leurs spécialistes. Elle convient particulièrement aux petits empires, surtout si le joueur est un adepte de la micro-gestion. |
| Ordre             | Révolution industrielle                      | Égalité, Autocratie                           | Cette doctrine permet d'améliorer considérablement les vastes empires, augmentant principalement la production des villes et la défense du territoire. |
| Autocratie        | Révolution industrielle                      | Ordre et Égalité                              | L’autocratie est une doctrine exclusivement axée sur les bonus militaires. Elle permet aux unités combattantes de bénéficier de bonus divers, que ce soit au niveau de l'expérience, de la vitesse de production ou de la puissance au combat.                                                            |

### Villes
Comme dans les autres opus de la série, les villes continuent de jouer le rôle principal dans le jeu.
Les villes peuvent être fondées à l'endroit souhaité par une unité de colons. Puis, cette même ville croît en population, développe des unités et est agrandie de bâtiments divers. Parallèlement, elle génère des points de recherche et de richesse. Après un certain temps et un développement culturel accru, la ville pourra petit à petit étendre ses frontières culturelles, ce qui peut par la suite s'avérer critique lorsque des territoires ou des ressources sont revendiquées.
En outre, les villes peuvent s'étendre sans limite de cases autres que les terres des autres joueurs mais plus la case est éloignée, plus l'acquisition est difficile, il est rare de dépasser les 5 cases de rayon autour d'une ville. L'expansion est calculée grâce à la culture générée par la ville. Plus la ville génère de culture, plus elle acquiert rapidement de nouvelles cases (territoire). Il est possible d'accélérer le processus en achetant (avec de l'or) de nouvelles cases mais il est impossible d'acheter ainsi des cases trop éloignées. L'achat est restreint à un rayon de 3 cases autour de la ville.

#### Prise de ville
L'état de siège et la prise des villes ont été améliorés.
Les villes ont désormais 20 « points de vie » qui se régénèrent chaque tour de jeu (au rythme de 3 par tour) jusqu'à revenir à 20. Plus la ville est grande (en nombre d'habitants) et plus il y a de bâtiments défensifs dans la ville (remparts, château, arsenal, base militaire…), plus il est difficile de lui faire perdre des points de vie.
Pour prendre une ville, il faut qu'une unité de contact y pénètre. Bombarder une ville avec une unité de combat à distance (archer, catapulte…) ne peut donc que lui faire perdre des points de vie. Une ville se défend toute seule (même s'il n'y a pas d'unité militaire à l'intérieur). Elle provoque automatiquement des dommages aux unités de contact qui l'attaquent (pas aux unités de combat à distance), il est également possible une fois par tour de demander à une ville de bombarder une unité ennemie située à moins de deux cases d'elle.
Lorsqu'une ville est prise, les unités civiles (colons, ouvriers) s'y trouvant sont automatiquement capturés, les autres unités (unités militaires, personnages illustres, embarcations, avions, missiles) sont automatiquement détruites sans combat supplémentaire.
Lorsqu'une ville est prise, le nombre d'habitants est divisé par 2 et la ville se révolte (elle ne produit que de la nourriture) pendant un nombre de tours égal au nombre d'habitants restants. Au moment de sa capture, vous devez choisir ce que vous faites de la ville nouvellement acquise. Voici les possibilités :
- Annexer la ville : la ville est rattachée à votre empire et vous la dirigez entièrement (but de travail des citoyens, production, etc.) mais vous subissez un malus de bonheur égal au nombre d'habitants (en plus du malus habituel généré par les villes normales). Le malus de bonheur est annulé par la construction (ou l'achat) d'un tribunal dans la ville. Annexer une ville est définitif, il est impossible de rendre la ville fantoche par la suite. Il reste cependant possible de raser la ville.
- Faire une ville fantoche : la ville est rattachée à votre empire, mais vous ne la dirigez pas, le but de travail des citoyens est l'or par défaut et les constructions sont choisies par l'IA. En contre-partie, le malus de bonheur est moitié moins important que celui provoqué par une annexion. Ce que la ville produit en or en science et en culture s'ajoute au total de l'empire. Il est possible d'annexer une ville fantoche.
- Raser la ville : la ville est annexée et perd un habitant par tour jusqu'à arriver à 0 (destruction). Elle ne produit rien.
- Libérer la ville (possible uniquement s'il s'agit d'une ville que votre ennemi avait prise à une autre civilisation). Vous rendez la ville à sa civilisation d'origine et perdez tout contrôle dessus. En contre-partie, la civilisation bénéficiaire vous accorde automatiquement un droit de passage. Si la civilisation à laquelle vous rendez la ville avait totalement été conquise, vous la "ressuscitez". Attention cependant, contre toute logique, les peuples que vous "ressuscitez" ainsi ne vous sont pas toujours reconnaissants, ils conservent l'attitude qu'ils avaient envers votre peuple au moment où ils ont été conquis.

### Cités-États
Les cités-États sont une nouveauté de cet opus. Ce sont des civilisations mineures, non expansionnistes, pouvant avoir des relations diplomatiques avec les autres civilisations. Elles peuvent être conquises, mais elles peuvent également être des alliés fidèles et nouer des liens commerciaux avec les autres puissances, ce qui peut leur offrir plusieurs bonus de ressources et d'unités.
Il y a trois types de cités-États, chacune ayant ses caractéristiques et ses bonus : culturelle, maritime et militaire. Une cité-État pourra potentiellement, à un moment de la partie, jouer un rôle majeur sur la scène géopolitique mondiale, ainsi que faire des demandes spécifiques ou encore octroyer des récompenses. Elles jouent un grand rôle dans la victoire diplomatique (cf. « Conditions de victoire »).

#### Cultivées
Les cités-États cultivées fournissent un bonus de culture à la civilisation avec laquelle elle est alliée.
Celles-ci sont : Bruxelles, Bucarest, Florence, Genève, Kuala Lumpur, Lhassa, Monaco, Séoul (Katmandou avec l'extension Corée), Vienne et Varsovie.

#### Militaristes
Les cités-États militaristes fournissent quant à elles des unités militaires.
Celles-ci sont : Almaty, Belgrade, Budapest, Dublin, Édimbourg, Hanoi, Sidon et Tyr.

#### Maritimes
Les cités-États maritimes apportent plus de nourritures aux villes de la civilisation alliée.
Celles-ci sont : Le Cap, Copenhague (Québec avec l'extension Danemark), Gênes, Helsinki, Oslo, Rio de Janeiro, Singapour, Stockholm, Venise et Raguse.

### Unités et combats
Dans ce nouvel opus de la série, le jeu tactique a été renforcé sur le plan statistique, avec l'introduction de nouveaux mécanismes dans le gameplay. En outre, les cases de formes carrés de Civilization IV ont été remplacées par des cases hexagonales, une nouveauté inspirée de Panzer General, jeu vidéo de 1994, selon le concepteur Jon Shafer. Chaque case (y compris les cases des villes) ne pourra accueillir qu'une seule unité militaire à la fois, ce qui oblige les armées à s'étendre sur de grandes surfaces au lieu de s'entasser sur une seule et même case. Cela a pour effet indirect de déplacer les batailles en dehors des villes, et également de donner plus de réalisme aux sièges, les forces armées étant réparties de façon homogène autour de la ville. Enfin, l'augmentation des points de déplacements, une simplification du transport sur l'eau, les attaques à distance ainsi que l'échange d'unités sur des cases adjacentes permettent de manœuvrer de manière plus polyvalente les unités.
Par ailleurs, les unités ont besoin de plus de temps pour être produites que dans les précédents jeux de la série, les rendant de ce fait beaucoup plus précieuses. Cependant, les unités continuent comme dans les précédents opus, lorsqu'elles combattent, de recevoir des capacités spéciales sous forme de promotions (qu'elles peuvent refuser pour être en échange totalement soignées). Une autre différence par rapport aux jeux précédents réside dans le fait que les unités ne seront pas toujours détruites en cas de défaite au combat.

### Conditions de victoire
Comme dans les précédents jeux, il y a de multiples façons de remporter la victoire, en plus de la victoire militaire. Le joueur peut se concentrer sur la recherche et être le premier à assembler et à lancer un vaisseau spatial vers Alpha du Centaure. Il remporte alors une victoire scientifique appelée « Course vers l'espace ».
La victoire diplomatique, elle, requiert le soutien des autres civilisations et des Cités-États lors d'un vote au sein de l'Organisation des Nations unies.
Dans le nouveau système culturel du jeu dans lequel rentre en compte la politique culturelle par arborescence (voir plus haut « Politique culturelle »), la victoire culturelle consiste à remplir cinq des dix « arbres », et d'achever dans le même temps le projet « Utopia » (à l'instar du projet secret d'« ascension à la transcendance » de Sid Meier's Alpha Centauri).

## Civilisations et dirigeants
Il y a dix-huit civilisations jouables dans la version standard de Civilization V. Le joueur pourra choisir une civilisation et la diriger en tant que chef d'État. Chaque chef d'État proposé (avec ses traits de caractère) est basé sur une authentique personnalité politique ayant marqué l'histoire. Chaque civilisation possède une capacité spéciale, une ou deux unités de combat uniques et éventuellement un bâtiment qui lui seront propres et réservés. Le joueur pourra entrer en contact avec les autres civilisations par l'intermédiaire de son chef d'État, via une fenêtre de diplomatie, où pour la première fois dans la série, les dirigeants de chaque civilisation sont totalement animés et parlent, lors des négociations, dans leur langue d'origine.
| Civilisation          | Dirigeant             | Unique 1                 | Unique 2                   | Capacité spéciale                  | Capitale     |
| --------------------- | --------------------- | ------------------------ | -------------------------- | ---------------------------------- | ------------ |
| Allemagne             | Otto von Bismarck     | Lansquenet               | Panzer                     | Furor Teutonicus                   | Berlin       |
| Angleterre            | Élisabeth Ire         | Archer long              | Navire de ligne            | Le soleil ne se couche jamais      | Londres      |
| Arabie                | Hâroun ar-Rachîd      | Archer méhariste         | Bazar                      | Caravane commerciale               | La Mecque    |
| Aztèques              | Moctezuma             | Jaguar                   | Chinampa                   | Sacrifiés propitiatoires           | Tenochtitlan |
| Chine                 | Wu Zetian             | Chu ko nu                | Fabrique de papier         | L'Art de la guerre                 | Pékin        |
| Égypte                | Ramsès II             | Char de guerre           | Tombeau                    | Bâtisseurs de monuments            | Thèbes       |
| États-Unis d'Amérique | George Washington     | Minutemen                | B17                        | Destinée manifeste                 | Washington   |
| France                | Napoléon Bonaparte    | Mousquetaire             | Légion étrangère           | Ancien Régime                      | Paris        |
| Grèce                 | Alexandre le Grand    | Cavalerie des Compagnons | Hoplite                    | Ligue hellénique                   | Athènes      |
| Inde                  | Gandhi                | Éléphant de guerre       | Fort moghol                | Croissance démographique           | Delhi        |
| Iroquois              | Hiawatha              | Guerrier mohawk          | Longère                    | Le grand sentier de la guerre (en) | Onondaga     |
| Japon                 | Nobunaga Oda          | Samouraï                 | Zero                       | Bushido                            | Kyoto        |
| Ottoman               | Soliman le Magnifique | Janissaire               | Sipahi                     | Barbaresques                       | Istanbul     |
| Perse                 | Darius Ier            | Immortel                 | Cour des Satrapes          | Héritage achéménide                | Persèpolis   |
| Rome                  | Auguste César         | Baliste                  | Légion                     | La gloire de Rome                  | Rome         |
| Russie                | Catherine la Grande   | Cosaque                  | Krepost                    | Mère Russie                        | Moscou       |
| Siam                  | Ramkhamhaeng          | Éléphant de Naresuan     | Wat                        | Le père règne sur ses enfants      | Sukhotaï     |
| Songhaï               | Askia                 | Cavalier mandékalou (en) | Mosquée pyramidale d'adobe | Seigneur de guerre riverain        | Gao          |

### Contenus téléchargeables
Outre les 18 civilisations disponibles dans la version standard, des civilisations supplémentaires sont disponibles via Internet en tant que contenu téléchargeable. Le premier ensemble téléchargeable (« double civilisation et scénario ») est sorti fin 2010.
| Civilisation | Dirigeant         | Unique 1            | Unique 2                     | Capacité spéciale     | Capitale   |
| ------------ | ----------------- | ------------------- | ---------------------------- | --------------------- | ---------- |
| Babylone     | Nabuchodonosor II | Archers babyloniens | Murs de Babylone             | Ingéniosité           | Babylone   |
| Corée        | Sejong            | Hwach'a             | Bateau tortue                | Sages du Hall de Jade | Séoul      |
| Danemark     | Harald Dent-bleue | Berserker           | Infanterie à Ski norvégienne | Furie Viking          | Copenhague |
| Espagne      | Isabelle          | Tercio              | Conquistadors                | Les Sept Cités d'Or   | Madrid     |
| Inca         | Pachacutec        | Frondeur            | Ferme en Terrasse            | La Route de l'Inca    | Cuzco      |
| Mongolie     | Gengis Khan       | Keshik              | Khan                         | Terreur mongole       | Karakorum  |
| Polynésie    | Kamehameha        | Guerrier maori      | Moaï                         | Orientation           | Honolulu   |

## Développement
Firaxis commence à travailler sur Civilization V à partir de 2007. L'équipe de développement est alors composée de sept personnes dirigées par Jon Shafer, elle s'agrandit ensuite jusqu'à accueillir, en tout, 56 personnes.
Durant les premiers tests au niveau du gameplay, les développeurs utilisent le moteur de l'opus précédent, Civilization IV, le moteur final du jeu étant encore en développement, celui-ci arrivera environ 18 mois avant la sortie officielle du jeu. Les équipes travaillant sur les différents aspects du jeu sont très proches les unes des autres, ce qui facilite la correction des différents bogues et autres problèmes techniques et la rend plus rapide.
Selon Dennis Shirk, le producteur du jeu, la suppression de la possibilité d'empiler les unités en les limitant à une seule par case a complètement bouleversé le gameplay du jeu, ce qui a forcé les développeurs à créer, entièrement, une nouvelle intelligence artificielle, les empêchant de se concentrer sur le développement des différentes ères du jeu. La place de plus en plus importante accordée aux nouveaux éléments du jeu a conduit l'équipe de développement à limiter, voire supprimer, certains éléments issus des Civilization précédents.
Certains choix des développeurs en cours de développement ont conduit à des manques d'effectifs, notamment dans l'équipe travaillant sur le multijoueur.
Le développement prend environ trois ans et trois mois, et voit le jeu sortir finalement le 21 septembre 2010.

### Extensions

#### Gods and Kings
Le 16 février 2012, la première extension majeure pour Civilization V appelée Civilization V: Gods and Kings est annoncée. Celle-ci ajoute des éléments tirés des Civilization précédents qui n'avaient pas été inclus dans le jeu de base, tels que la religion et l'espionnage, ainsi que neuf nouvelles civilisations jouables et deux nouveaux types de cités-États : mercantiles et religieuses. Elle sort le 19 juin 2012 aux États-Unis et le 22 juin 2012 dans le reste du monde.

#### Brave New World
Le 14 mars 2013, une seconde extension nommée Brave New World est annoncée, celle-ci est sortie le 9 juillet 2013 en Amérique du Nord et le 12 juillet 2013 en Europe. Celle-ci ajoute de nouvelles fonctionnalités telles que les congrès mondiaux, les idéologies, deux nouveaux scénarios, huit nouvelles merveilles, de nouvelles unités ainsi que neuf nouvelles civilisations,,.

#### Modifications
En plus des extensions officielles du jeu, la communauté des joueurs a créé de nombreux mods. Ces modifications gratuites à télécharger permettent d'ajouter du contenu supplémentaire au jeu :
- de nouvelles civilisations comme les Gaulois de Vercingétorix ou les Scythes de Tomyris.
- des dirigeants différents pour des civilisations déjà présentes, comme Louis XIV pour la France
- des mécanismes de jeu comme l'esclavage ou des unités supplémentaires

## Sortie
2K Games a sorti Civilization V le 21 septembre 2010 sur Steam. La version Mac OS X est quant à elle sortie le 23 novembre 2010.
Une démo du jeu est sortie le 21 septembre 2010, le jour même de la sortie du jeu complet en Amérique du Nord.
Un peu plus d'un an après la sortie du jeu original, une version « Jeu de l'année » est sortie le 27 septembre 2011. Cette version inclut les quatre packs de cartes « Cradle of Civilization », le pack de cartes « Explorer », et cinq nouvelles civilisations (Babylone, l'Espagne, les Inca, la Polynésie et le Danemark) ainsi que leurs scénarios respectifs. La version « Jeu de l'année » contient également la bande-son digitale originale du jeu. Cependant, la Corée, le scénario Coréen et les nouvelles merveilles du monde ne sont pas inclus dans cette édition.
Le 12 février 2013 sort une édition Gold regroupant le jeu de base ainsi que tous ses contenus téléchargeables (incluant l'extension Gods and Kings).

## Patchs
Jusqu'au 21 décembre 2011, la version Windows de Civilization V a eu régulièrement des patchs correctifs depuis sa sortie, qui comprenaient des modifications de gameplay importantes, de nombreuses corrections de crash, et autres changements. La plateforme Mac d'Apple a reçu beaucoup moins de patchs et bien plus irréguliers que la version Windows ; leurs publications ont au moins un mois de retard sur leurs homologues PC, avec un grand nombre d'entre eux n'étant pas publiés du tout.